# 거창 양민 학살 사건

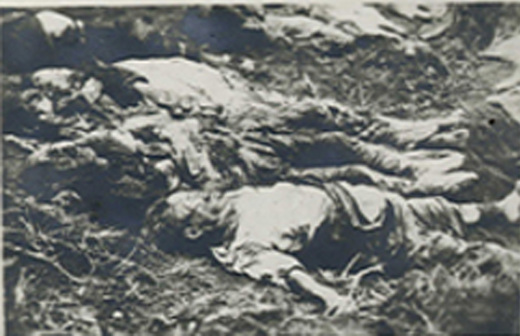
거창 민간인 학살 사건

거창 민간인 학살 사건(居昌良民虐殺事件)은 1951년 2월에 경상남도 거창군 신원면에서 대한민국군에 의해 일어난 민간인 대량학살 사건이다. 거창 양민 학살 사건은 공비 소탕 명목으로 500여명을 박산(朴山)에서 총살하였다. 그 후 국회조사단이 파견되었으나, 경남지구 계엄민사부장 김종원(金宗元) 대령은 국군 1개 소대로 하여금 공비를 가장, 위협 총격을 가함으로써 사건을 은폐하려 하였다. 국회 조사 결과 사건의 전모가 밝혀져 내무·법무·국방의 3부 장관이 사임하였으며, 김종원·오익경·한동석·이종배 등 사건 주모자들이 군법회의에 회부되어 실형을 선고받았으나 얼마되지 않아 모두 특사로 석방되었다.

## 사건 개요
6·25 전쟁 기간인 1951년 지리산을 근거지로 출몰하는 공비 소탕을 위하여 주둔하였던 대한민국 국군 제11사단 제9연대 연대장 오익경(吳益慶) 대령, 제3대대 대대장 한동석(韓東錫) 소령의 작전에 의하여 감행된 민간인 학살 범죄로, 동년 3월 29일 동군 출신 국회의원 신중목(愼重穆)의 보고로 공개되었다. 동년 2월 11일 동대대장 직접 지휘로 부락민을 신원초등학교에 집합하게 한 후 군·경·공무원과 유력인사의 가족만을 가려낸 뒤, 500여명을(한동석 소령이 공비들과 내통한 자 187명 학살했다고 보고했다.) 박산(朴山)에서 총살하였다. 그 후 국회조사단이 파견되었으나 경남지구 계엄민사부장 김종원(金宗元) 대령은 국군 1개 소대로 하여금 공비를 가장, 위협 총격을 가함으로써 사건을 은폐하려 하였다. 국회 조사 결과 사건의 전모가 밝혀져 내무·법무·국방의 3부 장관이 사임하였으며, 김종원·오익경·한동석·이종배 등 사건 주모자들이 군법회의에 회부되어 실형을 선고받았으나 얼마되지 않아 모두 특사로 석방되었다. 4·19 혁명으로 자유당 정권이 무너지자 유족 70여 명이 보복책으로 당시의 면장 박영보(朴榮輔)를 끌어다 생화장 (生火葬)하는 참사가 벌어지기도 하였다.

## 한국전쟁 이후
신한국당의 이강두 의원은 거창학살사건 특조법 법안을 발의하였으나 당시 내무부(행안부)가 거절하여 본회의 회부에 실패하였다.과거사정리위원회 출범 이후, 여러번의 진상규명을 통해서 거창 양민 학살의 유가족들이 국가를 상대로 소송을 걸었으나, 1심과 2심에서 시효가 지났다고   패소하였다. 그러다가 2022년 대법원이 국가배상은 공소시효가 없음을 인정하며, 유가족들은 승소하여 배상금을 받을 수 있게 되었다.

## 박물관
- 지리산빨치산토벌전시관

## 같이 보기
- 문경 양민학살 사건
- 산청·함양 양민 학살 사건:이웃한 지역에서 일어난 양민학살사건
- 국민방위군 사건